# Tom Browne
Thomas Fredrick Browne (* 30. Oktober 1954 in Queens, New York City) ist ein US-amerikanischer Jazztrompeter und Sänger des Jazzfunk.

## Karriere
Er lernte zunächst Klavier und wechselte dann zur Trompete. Sein erstes professionelles Engagement hatte er 1975 bei Weldon Irvine. Danach spielte er mit Sonny Fortune und Lonnie Smith, erlangte Aufmerksamkeit im Jazzclub Breezin Lounge von George Benson in Harlem, mit dessen Hausband er spielte, und erhielt Ende der 1970er Jahre einen Plattenvertrag bei GRP Records. 1979 erschien dort sein erstes Fusion-Album Browne Sugar. Einen Top-10 Hit in Großbritannien in den Single-Charts und in den US-Rhythm & Blues-Charts hatte er mit Funkin for Jamaica aus seinem zweiten Album Love Approach (GRP 1980) mit der Sängerin Toni Smith, sein größter Erfolg.
Es folgten weitere Alben bei GRP und deren Mutter Arista, Magic und Yours Truly 1981,  Rockin Radio 1983 und Tommy Gun 1984. Danach wechselte er zu Malaco Records und in den 1990ern zu Hip Bop Records (wo bis 1999 Alben erschienen).
Er nahm auch mit Roy Ayers auf und spielte mit Bob James, Dave Grusin, Joe Sample und Wynton Marsalis.

## Lexikalischer Eintrag
- Ian Carr, Digby Fairweather, Brian Priestley: Rough Guide Jazz. Der ultimative Führer zur Jazzmusik. 1700 Künstler und Bands von den Anfängen bis heute. Metzler, Stuttgart/Weimar 1999, ISBN 3-476-01584-X.

## Diskografie

### Alben
| Jahr | Titel         | Höchstplatzierung, Gesamtwochen, AuszeichnungChartplatzierungen (Jahr, Titel, Platzierungen, Wochen, Auszeichnungen, Anmerkungen) | Höchstplatzierung, Gesamtwochen, AuszeichnungChartplatzierungen (Jahr, Titel, Platzierungen, Wochen, Auszeichnungen, Anmerkungen) | Anmerkungen |
| Jahr | Titel         | US | R&B | Anmerkungen |
| ---- | ------------- | --- | --- | ----------- |
| 1979 | Browne Sugar  | US147 (6 Wo.)US | — |             |
| 1980 | Love Approach | US18 Gold · (26 Wo.)US | R&B1 (32 Wo.)R&B |             |
| 1981 | Magic         | US37 (17 Wo.)US | R&B5 (23 Wo.)R&B |             |
| 1982 | Yours Truly   | US97 (14 Wo.)US | R&B20 (17 Wo.)R&B |             |
| 1984 | Rockin’ Radio | US147 (12 Wo.)US | R&B24 (23 Wo.)R&B |             |
| 1985 | Tommy Gun     | — | R&B49 (14 Wo.)R&B |             |

### Singles
| Jahr | Titel Album                                         | Höchstplatzierung, Gesamtwochen, AuszeichnungChartplatzierungen (Jahr, Titel, Album, Platzierungen, Wochen, Auszeichnungen, Anmerkungen) | Höchstplatzierung, Gesamtwochen, AuszeichnungChartplatzierungen (Jahr, Titel, Album, Platzierungen, Wochen, Auszeichnungen, Anmerkungen) | Anmerkungen |
| Jahr | Titel Album                                         | UK | R&B | Anmerkungen |
| ---- | --------------------------------------------------- | --- | --- | ----------- |
| 1980 | Funkin’ for Jamaica (N.Y.) Love Approach            | UK10 (11 Wo.)UK | R&B1 (21 Wo.)R&B |             |
| 1980 | Thighs High (Grip Your Hips and Move) Love Approach | UK45 (5 Wo.)UK | R&B4 (18 Wo.)R&B |             |
| 1981 | Let’s Dance –                                       | — | R&B59 (7 Wo.)R&B |             |
| 1982 | Fungi Mama Yours Truly                              | UK58 (4 Wo.)UK | R&B23 (12 Wo.)R&B |             |
| 1982 | Bye Gones Yours Truly                               | — | R&B72 (4 Wo.)R&B |             |
| 1983 | Rockin’ Radio                                       | UK76 (3 Wo.)UK | R&B11 (18 Wo.)R&B |             |
| 1984 | Cruisin’ Rockin’ Radio                              | — | R&B63 (6 Wo.)R&B |             |
| 1984 | Secret Fantasy Tommy Gun                            | — | R&B36 (14 Wo.)R&B |             |
| 1992 | Funkin’ for Jamaica (1991 Remix) –                  | UK45 (4 Wo.)UK | R&B—R&B |             |